# Dorothea Broadhurst
Dorothea Broadhurst, född 1764, död 1802, var en brittisk-amerikansk skådespelare och sångerska.  
Hon var hon engagerad vid Chestnut Street Theatre i Philadelphia 1793-96 och vid Old American Company i John Street Theatre i New York 1796, varefter hon turnerade till sin död. Broadhurst engagerades ofta för att framföra den nästa viktigaste kvinnorollen i operaföreställningar. Som person beskrivs hon som blygsam och respektabel, till det yttre ansågs hon vara mindre attraktiv, något som ofta påpekades i hennes recensioner. Hon ansågs ha en mycket god sångröst och turnerade med stor framgång även som konsertsångerska. Hon uppträdde på olika scener från New York till Boston och Charleston Theatre. Hon avled i gula febern i Charleston. Hon beskrivs som en av den amerikanska teaterns första nationella berömdheter. 